# Benjamas Sangaram
Benjamas Sangaram (Thais: เบญจมาศ แสงอร่าม) (Chiang Mai, 11 januari 1975) is een voormalig tennisspeelster uit Thailand. Zij was actief op het internationale circuit van 1990 tot en met 2000.

## Loopbaan
Op het ITF-circuit won zij één titel in het enkelspel (in 1999 in Jakarta) en negen in het dubbelspel.
In 1992 speelde zij voor het eerst op de WTA-tour, op het Volvo Open in Thailand – in de eerste ronde verloor zij van de Nederlandse Stephanie Rottier. Dat jaar speelde zij ook op het meisjestoernooi van Wimbledon, waar zij in de eerste ronde verloor van Julie Pullin. In 1997 bereikte zij op het Volvo Open de tweede ronde – nu verloor zij van de Belgische Dominique Van Roost.
Sangaram nam driemaal deel aan het damesdubbelspeltoernooi op de Olympische zomerspelen, in 1992 in Barcelona, in 1996 in Atlanta, en in 2000 in Sydney. De laatste twee keren bereikte zij de kwartfinale. Zij speelde 22 partijen voor Thailand op de Fed Cup.
Haar hoogste dubbelspelnotering op de WTA-ranglijst is de 134e plaats, die zij bereikte in september 1997.